# Jock Gaynor
Jock Gaynor (14 de septiembre de 1929 - 2 de abril de 1998) fue un actor, productor y guionista estadounidense, cuya carrera se centró principalmente en la televisión. 

## Biografía
Nacido en la ciudad de Nueva York, Gaynor utilizó en ocasiones los nombres artísticos de Jack Gaynor y Ward Gaynor.
Su carrera interpretativa se inició cuando tenía 31 años de edad, al ser elegido para encarnar al ayudante de alguacil Heck Martin en la primera y segunda temporadas de la serie western de la NBC Outlaws, con Barton MacLane, Don Collier y Bruce Yarnell.
A lo largo de su trayectoria intervino en diferentes producciones televisivas, de entre las cuales destacan las siguientes: Wichita Town, serie de Joel McCrea para la NBC, en la que actuó como Joe Malone; Bourbon Street Beat (ABC), en el papel de Mike Cherbourg; Colt .45 (ABC), como Gabe Randall ; The Life and Legend of Wyatt Earp (ABC), como Teniente Grange; Tate, serie western de la NBC protagonizada por David McLean, en el papel de Tavibo; otra serie western, Cheyenne, ésta protagonizada por Clint Walker; Intriga en Hawái, (ABC), serie con Robert Conrad; Surfside 6 (ABC), con Troy Donahue; Rawhide, producción western de la CBS interpretada por Clint Eastwood, y en la cual Gaynor trabajó en dos ocasiones como "Ogalla"; Gunslinger (CBS, 1961), en el episodio "Johnny Sergeant"; Laramie, western de la NBC con John Smith y Robert Fuller; dos entregas de la serie de la ABC Batman; The Iron Horse, con Dale Robertson; Misión: Imposible (CBS); The Doctors (1963-1982), programa en el que fue, entre 1963 y 1964, el Dr. William Scott.; Mannix (CBS), con Mike Connors, y Cannon, con William Conrad, ambas series en 1973, y tras las cuales Gaynor en rara ocasión volvió a actuar.
Una de esas pocas ocasiones fue en un film de suspense del años 1974, The Deathhead Virgin, en el papel de Larry Alden. Su última actuación fue como Paxton en 1986, en el programa de la NBC Knight Rider, con David Hasselhoff.
Además, Gaynor fue el productor del film The Invitation en 1984, y de veinte capítulos, emitidos entre 1979 y 1980 de la serie de Gil Gerard Buck Rogers in the 25th Century. 
Jock Gaynor falleció en 1998 en Los Ángeles, California. Tenía 68 años de edad.